# SV Rot-Weiß Werdau
SV Rot-Weiß Werdau was een Duitse sportclub uit Werdau, Saksen. Naast voetbal is de club ook actief in atletiek, skisport en kegelen.

## Geschiedenis
Na de Tweede Wereldoorlog werden alle Duitse voetbalclubs ontbonden. In Werdau werd een nieuwe club opgericht onder de naam SG Reichsbahn Werdau. De club nam nog de namen SG Ernst Grube Werdau en SG Lowa Werdau aan alvorens in 1950 het BSG-systeem aan te nemen. De nieuwe naam werd nu BSG Motor Werdau. In 1957 promoveerde de club naar de Bezirksliga Karl-Marx-Stadt, de vierde klasse. Na een vicetitel in het eerste seizoen werd de club in 1959 voor BSG Motor Zschopau kampioen en promoveerde naar de II. DDR-Liga. Hier speelde de club tot de competitie opgeheven werd in 1963 en daarna ging de club opnieuw naar de Bezirksliga, die nu de derde klasse werd.
In 1971 promoveerde Werdau naar de DDR-Liga. Reeds in het eerste seizoen behaalde de club een onverhoopte groepswinst. In de eindronde om promotie naar de DDR-Oberliga kon de club het echter niet waarmaken. De club kreeg zelfs een 1:11 om de oren van FC Rot-Weiß Erfurt, dat wel zou promoveren. In 1975/76 werd de club opnieuw groepswinnaar, maar kon nu ook niet doorstoten naar de hoogste klasse. In 1978/79 werd de club tweede achter Energie Cottbus en miste zo dus de derde kans op promotie. Nadat in 1983/84 de competitie teruggebracht werd van vijf naar twee reeksen moest de club een stap terugzetten.
Na de Duitse hereniging werd de huidige naam aangenomen. De club begon in de Landesliga Sachsen, maar zakte na verloop van tijd weg tot in de laagste divisies. In 2009 werd de club opgeheven/